# Hans von Heydebreck

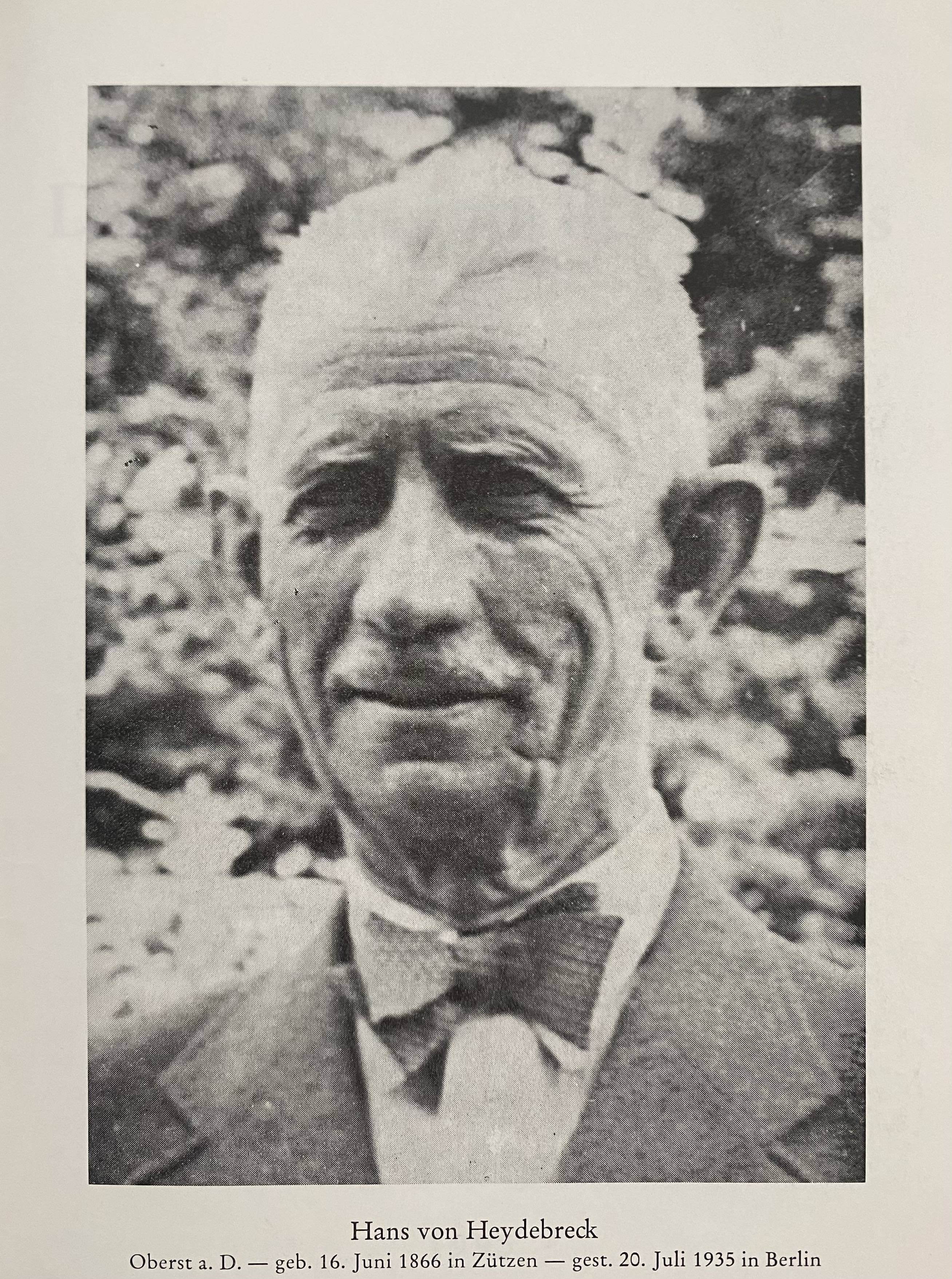
Hans von Heydebreck

Hans Sigismund von Heydebreck (* 16. Juni 1866 in Zützen; † 20. Juli 1935 in Berlin) war ein deutscher Oberst, Reiter und Autor. 

## Leben
Von Heydebreck war Sohn des preußischen Generalleutnants Henning von Heydebreck (1828–1904) und dessen erster Ehefrau Anna, geborene von Colmar (1837–1879).
In den Jahren 1898–1900 war er am unter Leitung des kaiserlichen Leibstallmeisters Paul Plinzner an den königlichen Marstall kommandiert, wo er Plinzners Schüler war.
Er wurde Offizier in der Preußischen Armee, übernahm am 20. Oktober 1917 das Kommando über die 37. Feldartillerie-Brigade und blieb bis zum Ende des Krieges im Amt.
Von Heydebreck wurde insbesondere durch seine im Jahr 1935 beendete Bearbeitung (und sprachliche Modernisierung) des Standardwerks Gymnasium des Pferdes von Gustav Steinbrecht in dessen vierter Auflage einem breiten reiterlichen Publikum bekannt. In dem von ihm neu verfassten Nachwort verwies er auf den drohenden Untergang der klassischen Reitkunst: „Schaffen wir uns nicht ein Institut, das uns neue Meister heranbildet, so geht uns die Reitkunst unmerklich aber sicher verloren.“

## Ehe und Nachkommen
Hans von Heydebreck heiratete am 10. April 1896 in Stettin Emilie Lichtenberg. Aus der Ehe gingen hervor:
- Anna Gabriele Ursula Von Heydebreck (1897–?)
- Hildegard Karoline Ulrike Elisabeth Von Voss (geb. Von Heydebreck) (1898–1952)
- Godela Emma Marie Jesdinski (geb. Von Heydebreck) (1900–?)
- Georg-Hennig Hans Von Heydebreck (1903–1976)
- Claus Joachim Hans Von Heydebreck (1906–1985)

## Werke
- Die deutsche Dressurprüfung. Eine Anleitung für Reiter, Richter und Zuschauer. Verlag Ernst Siegfried Mittler und Sohn, Berlin 1929; 2. Auflage, Georgi, Aachen 1972; 3. Auflage, Parey, Berlin und Hamburg 1988, ISBN 3-489-64232-5
- Das Gebrauchspferd. Berlin 1935; Nachdruck: FN-Verlag der Deutschen Reiterlichen Vereinigung, Warendorf 1987, ISBN 3-88542-181-X
  - Nachdruck beider Bücher in einem Band: Die deutsche Dressurprüfung. Das Gebrauchspferd. Olms, Hildesheim 2001, ISBN 3-487-08425-2
- Reitlehrer und Reiter in Uniform und Zivil. Eine Anleitung nach den Grundsätzen der deutschen Reitvorschrift. 1928; Nachdruck: FN-Verlag der Deutschen Reiterlichen Vereinigung, Warendorf 1987, ISBN 3-88542-180-1